# Heridas de amor
Heridas de Amor (no Brasil: Feridas de Amor) é uma telenovela mexicana produzida por Roberto Hernández para a Televisa e exibida entre 3 de abril e 22 de setembro de 2006, substituindo Peregrina e sendo substituída por Las dos caras de Ana.
É um remake da telenovela Valeria y Maximiliano, produzida pela Televisa em 1991.
É protagonizada por Jacqueline Bracamontes e Guy Ecker, com as participações estelares de Enrique Lizalde, Nuria Bages, Karla Álvarez, Ingrid Martz, Grettell Valdéz, José Luis Reséndez, Ernesto D'Alessio, Susana González e Ricardo Blume e antagonizada por Diana Bracho, Karina Mora e Sergio Sendel.

## Enredo
Miranda San Llorente (Jacqueline Bracamontes) é uma jovem moderna, firme e decidida, que tem beleza e dinheiro. O seu pai, o milionário Gonçalo San Llorente (Enrique Lizalde), deposita nela todas as suas esperanças, já que, das suas três filhas, é a que mais se parece a ele no carácter e decisão. Florência (Karla Álvarez), a mais velha, sofre de um mau cardíaco que vai matá-la, e a mais nova, Renata (Ingrid Martz), é uma adolescente imatura e caprichosa.
Miranda tem preparado o seu casamento para quando chegue o seu prometido, Fabrício Beltrão (José Luis Reséndez), que terminou o doutoramento na Alemanha. O que Miranda não sabe é que Fabrício vem para se casar, mas não com ela, mas sim com sua irmã, Florência. Bertha de Aragão (Diana Bracho), tia materna de Miranda, ajudou a que entre Fabrício e Florência surgisse um amor para magoar Miranda, a qual nunca acreditou na sua falsa bondade e honestidade. Bertha, vê ainda em Miranda a mulher que mais odeia, a sua irmã Fernanda de Aragão.
Fabrício regressa acompanhado pelo seu amigo Alessandro Luque (Guy Ecker), que deseja vingar-se de Gonçalo por pensar que este assassinou o seu pai. O conflito de Alessandro será terrível quando conhecer Miranda, que vai despertar pela primeira vez nele o amor, que se contrapõe aos seus desejos de vingança. Por seu lado, Miranda sente uma atração inexplicável por ele, o que provocará uma relação de amor e ódio da qual ambos sairão magoados.
Os negócios de Gonçalo afundam-se devido à má gerência de César Beltrão (Sergio Sendel), irmão de Fabrício e cúmplice de Bertha. Gonçalo é enviado para a prisão e Miranda deve recuperar não apenas a fortuna, como a sua família completa, incluindo a sua mãe, que saiu da vida da família devido às intrigas de Bertha. Para além disso, Miranda e Alessandro terão que superar os obstáculos que entre eles vão surgir: César, que também a ama, e Bertha, que se apaixona por Alessandro desde o primeiro momento. Nesta luta de sentimentos e paixões, de orgulho e poder, tanto Miranda como Alessandro descobrirão que somente quem as produz, pode curar as "Feridas de Amor".

## Elenco[3]
- Jacqueline Bracamontes - Miranda San Llorente de Aragão
- Guy Ecker - Alessandro Luque Boaventura
- Diana Bracho - Bertha de Aragão
- Enrique Lizalde - Gonçalo San Llorente
- Sergio Sendel - César Beltrão Campuzano
- Nuria Bages - Fernanda de Aragão de San Llorente
- Karla Álvarez - Florência San Llorente de Aragão
- Ingrid Martz - Renata San Llorente de Aragão
- Susana González - Liliana Lopes-Reyna
- Grettell Valdéz - Pâmela Altamirano Villamil
- José Luis Reséndez - Fabrício Beltrão Campuzano
- Ernesto D'Alessio - Juan Jiménez Garcia
- José Elías Moreno - Francisco Jiménez
- Beatriz Moreno - Amparo Jiménez
- Ricardo Blume - Leonardo Altamirano
- Lourdes Munguía - Daira Lemans
- Rosángela Balbó - Rebeca Campuzano de Beltrão
- Luis Couturier - Júlio Bustamante
- María Prado - Tomásia Aguirre
- Héctor Sáez - Dr. Benjamin Cohen
- Luis Xavier - Romão Álvares
- Alicia del Lago - Natividad "Nati"
- Carlos Pérez - Elias "Sansão" Mondragón
- Frantz Cossío - Ângelo Bustamante
- Haydeé Navarra - Carol Oliveira
- Karina Mora - Lizânia Luque Lemans
- Lina Durán - Andrea Villamil
- Marcelo Córdoba - Daniel Bustamante
- Pablo Bracho - Luis Alberto Campos
- Paola Riquelme - Erika Duarte
- Rodrigo Tejeda - Raul Jiménez Garcia
- Rubén Morales - Vicente Mercado
- Susy-Lu - Verônica Oliveira
- Antonio Mora - Joel Jiménez Garcia
- Vanessa Arias - Nuria Gomes
- Hugo Macías Macotela - Padre Santiago Boaventura
- Jorge Alberto Bolaños - Ambrósio Toriz
- Marystell Molina - Malena Fernandes
- Sergio Cataño - "El Guapo"
- Jan - Luciano Sartori
- Sion Jenne - Charo
- Saraí Meza - Sofia Lopes-Reyna
- Arturo Peniche - Alfredo Luque
- Yessica Salazar - Marisol
- Magdaleno Trujillo - Gabino
- Francisco Vázquez - Chaquiras
- Sergio Argueta - Pascoal
- Perla Corona - Lulu
- Leticia Calderón - Fernanda de Aragão (jovem)
- Juan Ferrara - Gonçalo San Llorente (jovem)
- Cecilia Gabriela - Bertha de Aragão (jovem)

## Exibição no Brasil
Foi exibida no Brasil, pelo SBT, de 14 de agosto a 29 de dezembro de 2006, em 100 capítulos, substituindo Rubi e sendo substituída por Marisol..
Foi exibida pela primeira vez pelo canal pago TLN Network de 1 de agosto de 2011 a 27 de janeiro de 2012, substituindo Rubi e sendo substituída por A Outra.
Foi exibida pela segunda vez pelo TLN Network de 26 de maio a 21 de novembro de 2014, substituindo Garotas Bonitas e sendo substituída por Teresa.
Foi exibida pela terceira vez pelo TLN Network de 2 de setembro de 2019 a 28 de fevereiro de 2020, substituindo A Cor da Paixão e sendo substituída por Amor de Bairro.

## Audiência

### No México
Em sua exibição original, a trama alcançou média de 12,2 pontos.

### No Brasil
No Brasil, a trama estreou com 7 pontos, e picos de 9. O último capítulo teve média de 6 pontos. A trama teve média geral de 5 pontos.

## Prêmios e indicações

### Prêmio TVyNovelas 2007
| Categoría                 | Persona                   | Resultado |
| ------------------------- | ------------------------- | --------- |
| Melhor telenovela         | Roberto Hernández Vázquez | Indicado  |
| Melhor atriz protagonista | Jacqueline Bracamontes    | Indicado  |
| Melhor ator protagonista  | Guy Ecker                 | Indicado  |
| Melhor ator antagonista   | Sergio Sendel             | Indicado  |
| Melhor primeira atriz     | Diana Bracho              | Indicado  |
| Melhor primeiro ator      | Enrique Lizalde           | Indicado  |
| Melhor atriz secundária   | Karla Álvarez             | Venceu    |
| Melhor atriz secundária   | Ingrid Martz              | Indicado  |
| Melhor ator secundário    | José Elías Moreno         | Indicado  |
| Melhor ator secundário    | José Luis Reséndez        | Indicado  |
| Melhor direção de cena    | Sergio Cataño             | Indicado  |
| Melhor tema musical       | Ricardo Montaner          | Venceu    |